# Лесли, Вальтер
Рейхсграф (c 1637) Вальтер (Уолтер) Лесли (нем. Walter Leslie; 1607, Абердиншир — 4 марта 1667, Вена) — австрийский (имперский) фельдмаршал (1650), печально известный своим участием в убийстве генералиссимуса Валленштейна и фельдмаршала Илова. 

## Биография
Родился в 1607 году в окрестностях Абердина в шотландской баронской семье феодального главы клана Лесли. С 1631 года служил в армии Валленштейна, принимая участие в Тридцатилетней войне. Сражался в составе армии в битве при Лютцене, затем находился в войсках около Праги. Наряду с Лесли, в армии Валленштейна было ещё несколько офицеров-шотландцев, включая полковника Джона Гордона, которые тесно общались между собой. 
Когда конфликт между недавно всесильным Валленштейном и венским двором достиг апогея, именно Лесли (вероятно, по приказу из Вены), убедил других шотландцев, в частности, Гордона и Батлера, убить Валленштейна. В конечном итоге, 25 февраля 1634 года в городе Эгере (современный Хеб в Чехии) были убиты Валленштейн, фельдмаршал Илов, и двое преданных им генералов: Трчка и Кинский. Некоторые из них оказали сопротивление; Лесли был ранен.
За все эти крайне неоднозначные действия император Фердинанд II уже в том же году повысил Лесли до полковника и передал ему в вотчину город Нойштадт-ан-дер-Меттау, ранее принадлежавший Трчке. В течение 1634 года Лесли оставался в полевой армии и продолжал активно участвовать в боевых действиях. Начиная с 1636 года он в основном находился в Вене, исполняя различные дипломатические поручения. 
В 1637 году он стал рейхсграфом (имперским графом), в 1650 году — фельдмаршалом и вице-президентом Гофкригсрата, в 1665 году — кавалером ордена Золотого руна. В том же году был отправлен послом в Османскую империю, но по возвращении оттуда в 1667 году скончался от малярии в Вене.